# Santa Lucia in Septisolio

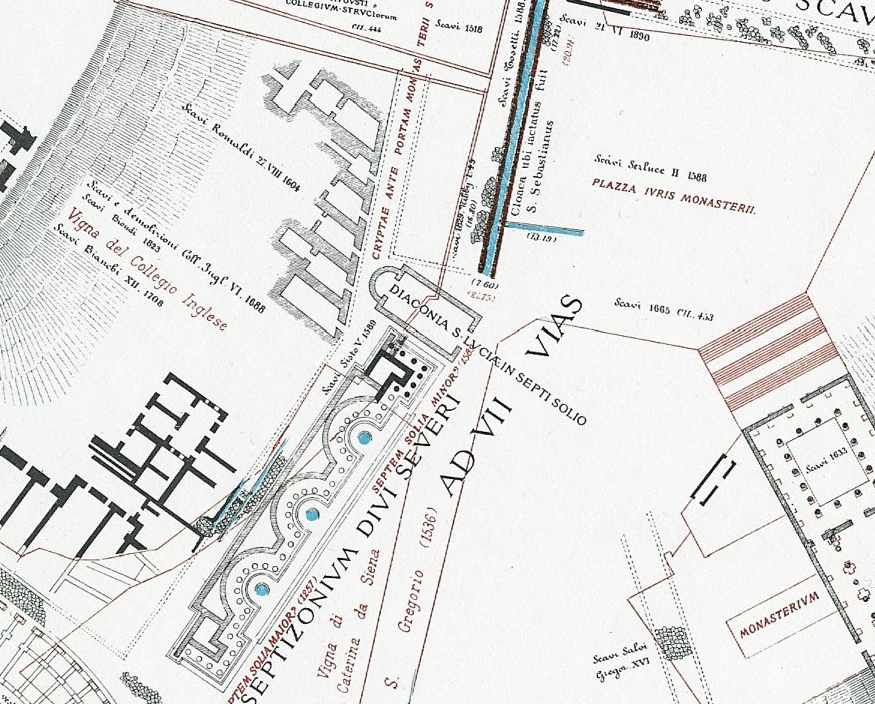
Mapa de Rodolfo Lanciani (1893-1901) mostrando a posição da igreja em relação ao Septizônio.

Santa Lucia in Septisolio, conhecida também como Santa Lucia in Septem Soliis, era uma igreja titular que ficava localizada no Septizônio ("septisolio" é uma corruptela do nome do monumento), perto da moderna Via di San Gregorio, logo abaixo do monte Palatino, no rione Campitelli de Roma. Era dedicada a Santa Lúcia e sede da diaconia da Santa Lúcia em Septisolio, suprimida em 1587.

## História
É incerto quando esta igreja foi consagrada. A primeira menção a ela nas fontes, com o nome de S. Luciae in Septizonio, é no "Itinerário de Einsiedeln", do século VII. Em seguida, ela aparece nas biografias dos papas Leão III (r. 795-816) e Gregório IV (r. 827-844) no Liber Pontificalis com o epíteto "in Septem Vias".
No Catalogo di Pietro Mallio, compilado durante o pontificado de Alexandre III (r. 1159-1181), a igreja aparece com o nome de S. Lucie Palatii in cyrco iuxta Septa Solis, que significa, grosso modo, "Santa Lúcia no Palatino, no Circo, nos sete sóis". A informação sugere que a igreja ficava logo abaixo do Palatino, na extremidade leste do Circo Máximo, perto de onde estava o Septizônio. Depois disto, Santa Lucia aparece em diversos catálogos medievais de igrejas, como o Catalogo di Cencio Camerario, compilado por Cencio Savelli (1192), como Sce. Lucie in Septem soliis, no Catologo Parigino (c. 1230) como St. Lucia de VII Foliis, no Catalogo di Torino (c. 1320) como Ecclesia sancte Lucie in Septem Soliis diaconi cardinalis e no Catalogo del Signorili (c. 1425) como Sce. Lucie in September solo.
Apesar de ser uma das mais antigas de Roma na época do papa Sisto V (r. 1585-1590), ela sobreviveu em condições satisfatórias. Segundo Mariano Armellini e outros autores modernos ela foi demolida em 1588, durante o seu pontificado. Segundo Armellini (e a maior parte das autoridades de sua época), a sua demolição foi por causa do valor arquitetural único do Septizônio: o monumento foi demolido para que seus diversos elementos arquitetônicos luxuosos pudessem se reaproveitados em outros edifícios. Christian Hülsen, porém, refuta esta teoria e lembra que a igreja já havia se arruinado quando a diaconia foi extinta. Ele argumenta ainda que a igreja ficava a uma certa distância do Septizônio, mais perto da Torre della Moletta na extremidade do Circo Máximo. Segundo Mariano Armellini, a igreja era ricamente decorada.

## Conclaves
Quatro conclaves foram realizados nesta igreja:
- Eleição papal de 1086, que elegeu o papa Vítor III[14]
- Eleição papal de 1198, que elegeu o papa Inocêncio III[15]
- Eleição papal de 1227, que elegeu o papa Gregório IX[15]
- Eleição papal de 1241, que elegeu o papa Celestino IV[15]